# Dieckwiesen
Koordinaten: 52° 18′ 33″ N, 7° 54′ 58″ O

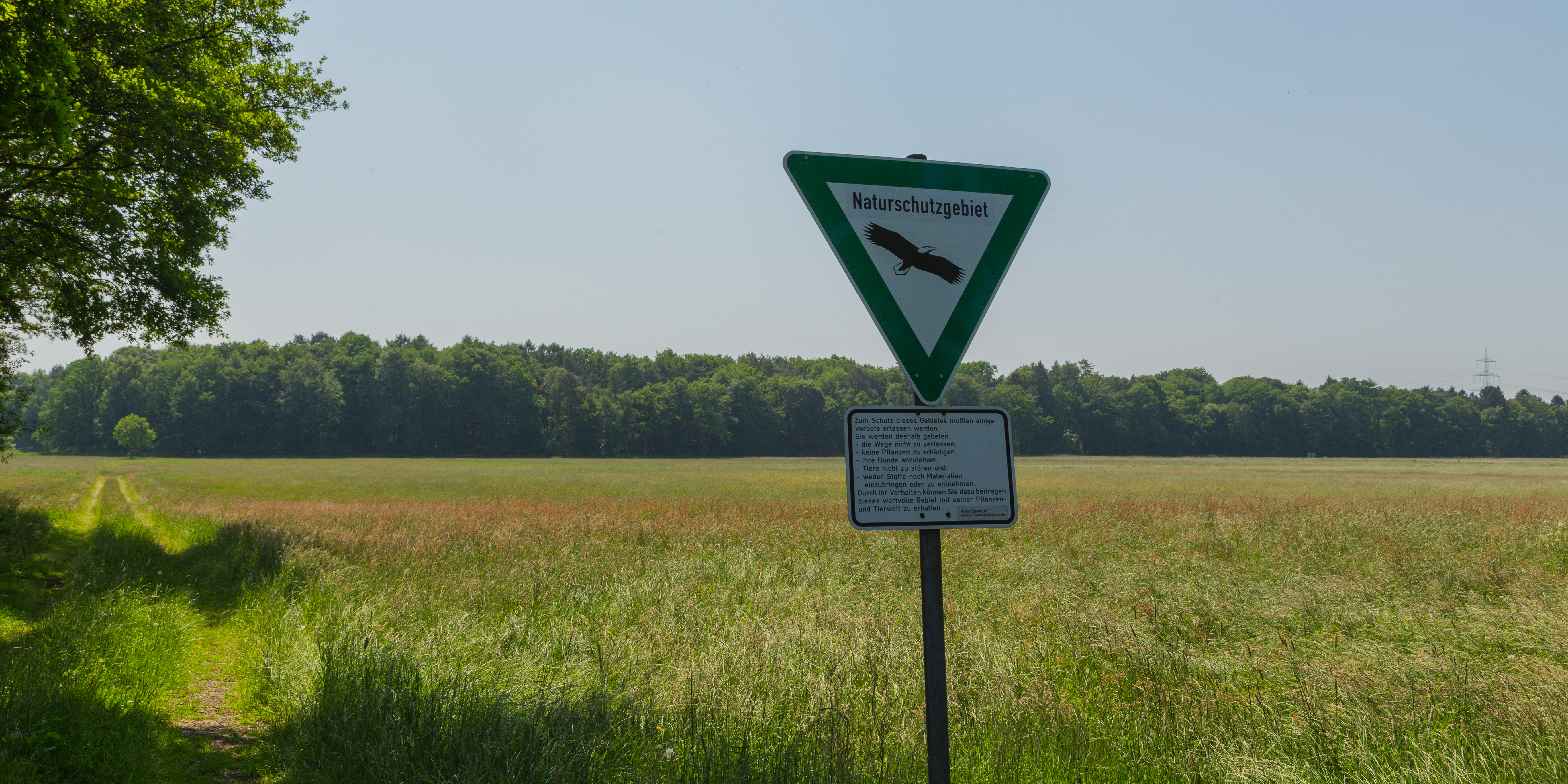
Naturschutzgebiet Dieckwiesen (Mai 2018)

Das Naturschutzgebiet Dieckwiesen liegt auf dem Gebiet der Gemeinden Lotte und Westerkappeln im Kreis Steinfurt in Nordrhein-Westfalen. Das Gebiet erstreckt sich nördlich des Kernortes Lotte und südöstlich des Kernortes Westerkappeln. Nördlich verläuft die Landesstraße L 595, östlich fließt die Düte und verläuft die A 1. Die Landesgrenze zu Niedersachsen verläuft südöstlich.

## Bedeutung
Für Lotte und Westerkappeln ist seit 1990 ein 37,25 ha großes Gebiet unter der Kenn-Nummer ST-074 als Naturschutzgebiet ausgewiesen. Es wurde unter Schutz gestellt zur Erhaltung eines aus erdgeschichtlichen und landeskundlichen Gründen wertvollen Niedermoorbereiches.